# Anna Popowicz
Anna Teresa Popowicz z domu Płoza-Dolińska (ur. 2 stycznia 1948 w Warszawie, zm. 14 lipca 2022 w Julianowie) – polska prawniczka i polityk, radca prawny, pełnomocnik w rządach Jana Krzysztofa Bieleckiego i Jana Olszewskiego, wiceminister kultury w rządzie Jerzego Buzka.

## Życiorys
Córka Ryszarda i Zofii. W 1970 ukończyła studia na Wydziale Prawa i Administracji Uniwersytetu Warszawskiego. W 1976 po odbytej aplikacji uzyskała uprawnienia radcy prawnego, następnie do 1991 pracowała w biurze projektów War-Cent w Warszawie, a także w Szkole Głównej Gospodarstwa Wiejskiego, SGPiS, Spółdzielni Niewidomych Metal i Okręgowej Izbie Lekarskiej w Warszawie.
Od 1980 do 1991 należała do NSZZ „Solidarność”. W 1981 wchodziła w skład ogólnopolskiej i regionalnej komisji branżowej biur projektowych związku. W latach 80. udzielała we własnym mieszkaniu porad prawnych osobom represjonowanym z przyczyn politycznych, doradzała także samorządom pracowniczym (w tym radom pracowniczym FSO i Polcoloru). Od 1987 do 1991 zajmowała stanowisko sekretarza Krajowej Rady Radców Prawnych, opracowała pierwszy kodeks etyki tej grupy zawodowej.
W okresie 1989–1991 zasiadała w zespołach orzekających Społecznej Komisji Pojednawczej przy ministrze pracy i polityki socjalnej. W kwietniu 1991 została pełnomocnikiem rządu do spraw kobiet i rodziny, pełniła tę funkcję do marca 1992. Następnie do 1995 wraz z mężem, ministrem pełnomocnym w przedstawicielstwie Polski przy Unii Europejskiej, przebywała w Brukseli.
Po powrocie do kraju została radcą prawnym w VI Narodowym Funduszu Inwestycyjnym Magna Polonia, następnie w firmie zarządzającej tym funduszem oraz w Polskich Liniach Lotniczych. W latach 1992–1998 była członkiem Rady Zarządzającej Polskiego Komitetu UNICEF oraz przewodniczącą Polskiego Komitetu Nagrody „Kobieta Europy”.
W latach 1992–1994 należała do Kongresu Liberalno-Demokratycznego, po połączeniu została członkiem Unii Wolności, z rekomendacji której została w 1999 wiceministrem kultury i dziedzictwa narodowego w rządzie Jerzego Buzka oraz członkiem rady nadzorczej TVP (podała się do dymisji w 2003, protestując przeciwko pozostawieniu na stanowisku szefa TVP Roberta Kwiatkowskiego).
W wyborach w 1993 bez powodzenia ubiegała się o mandat poselski z ramienia KLD w województwie częstochowskim. W wyborach w 1997 kandydowała na senatora w województwie piotrkowskim, a w 2001 ubiegała się o mandat posła z warszawskiej listy UW, w obu przypadkach bezskutecznie. Od 2002 pełniła funkcję wiceprzewodniczącej tej partii, koordynowała działalność Forum Kobiet Unii Wolności. W 2005 weszła w skład władz krajowych Partii Demokratycznej – demokraci.pl, wycofała się jednak wkrótce z aktywnej polityki.
Była zamężna z Krzysztofem, miała syna Kamila. Została pochowana 26 lipca 2022 na Cmentarzu Komunalnym Północnym w Warszawie.

## Odznaczenia
W 2002 odznaczona Złotym Krzyżem Zasługi.